# Distretto elettorale di Gobabis
Il distretto elettorale di Gobabis è un distretto elettorale della Namibia situato nella Regione di Omaheke con 20.993 abitanti al censimento del 2011. Il capoluogo è la città di Gobabis.